# Alderano Mascardi
Alderano Mascardi (Sarzana, 1557 – Pavia, 20 novembre 1608) è stato un giurista italiano.

## Biografia
Alderano Mascardi nacque a Sarzana nel 1557 dal giureconsulto Francesco e da Chiara Manecchia. Compì i primi studi nel Collegio romano, dedicandosi, come i suoi due fratelli Giuseppe e Nicolò, futuro vescovo di Mariana in Corsica, allo studio del diritto romano e canonico. Si addottorò in giurisprudenza a Pavia il 7 marzo 1580 e l'anno successivo sposò Faustina de Nobili di Vezzano, dalla quale ebbe molti figli tra cui Giovanni, futuro vescovo di Nebbio, il giureconsulto Gerolamo e il celebre letterato Agostino. Svolse l’attività di giudice in cause civili e criminali nel territorio toscano ed emiliano sottomesso ai Doria di Genova, i quali lo raccomandarono per la carica di uditore della Rota di Lucca, incarico che mantenne dal 1602 al 1604, e della Rota bolognese, dal 1604 alla morte.

## Opere
- Conclusiones ad generalem quorumcumque statutorum interpretationem accomodatae, Ferrara, 1608, in-4° (altre edizioni: Francoforte 1609 e 1615, Colonia 1623, Saragozza 1637). Le Conclusiones contenute in questo volume sono il frutto della sua attività da uditore, e costituiscono un repertorio interpretativo degli statuti cittadini basato sulla consuetudine. La materia viene organizzata per temi, dove ogni trattazione è preceduta da un sommario dei punti discussi.